# Starše
Starše là một khu tự quản (tiếng Slovenia: občine, số ít – občina) trong vùng Podravska của Slovenia. Starše có diện tích 34 km2, dân số là theo điều tra ngày 31 tháng 3 năm 2002 là 3955 người. Thủ phủ khu tự quản Starše đóng tại Starše.